# Rodolfo di Courtenay
Rodolfo di Courtenay (... – 1270 circa) fu signore di Illiers e poi conte di Chieti.

## Biografia
Figlio del principe Roberto di Courtenay, gran bottigliere di Luigi VIII, e di sua moglie Matilde di Mehun, fu signore di Illiers e di altri feudi nel Berry.
Sposò Alice di Montfort, che gli portò in dote metà della contea di Bigorre, e dalla loro unione nacque Matilde.
Nel 1265 scese in Italia al seguito di Carlo d'Angiò, conte di Provenza e re designato di Sicilia.
Ebbe probabilmente un ruolo negli avvenimenti che portarono alla sconfitta di Manfredi di Svevia e contribuì validamente a reprimere la resistenza di quei nobili che, anche dopo la battaglia di Tagliacozzo, avevano continuato a resistere al potere angioino.
Ebbe in feudo Lanciano, Atessa, Paglieta, Pescopennataro e metà di Borrello; nel 1268 venne nominato conte di Chieti (vasto feudo che, però, non comprendeva la città di Chieti, soggetta a un vescovo-conte).
Morì probabilmente nel 1270 e i suoi titoli passarono alla figlia Matilde, che li portò in dote al marito Filippo di Dampierre.

## Ascendenza
|                      |                  |                         | Genitori             |  |  | Nonni                 |  |  | Bisnonni            |  |
|                      |                  |                         |                      |  |  | Pietro I di Courtenay |  |  | Luigi VI di Francia |  |
|                      |                  |                         |                      |  |  | Pietro I di Courtenay |  |  | Luigi VI di Francia |  |
|                      |                  | Adelaide di Savoia      |                      |  |  | Pietro I di Courtenay |  |  |                     |  |
| Roberto di Courtenay |                  |                         |                      |  |  | Pietro I di Courtenay |  |  |                     |  |
|                      |                  | Elisabetta di Courtenay | Rinaldo di Courtenay |  |  |                       |  |  |                     |  |
|                      |                  | Elisabetta di Courtenay | Rinaldo di Courtenay |  |  |                       |  |  |                     |  |
|                      |                  | Elisabetta di Courtenay | Helvise di Donjon    |  |  |                       |  |  |                     |  |
| Rodolfo di Courtenay |                  | Elisabetta di Courtenay |                      |  |  |                       |  |  |                     |  |
|                      | Filippo di Mehun | Roberto di Mehun        |                      |  |  |                       |  |  |                     |  |
|                      | Filippo di Mehun | Roberto di Mehun        |                      |  |  |                       |  |  |                     |  |
|                      | Filippo di Mehun |                         |                      |  |  |                       |  |  |                     |  |
| Matilde di Mehun     | Filippo di Mehun |                         |                      |  |  |                       |  |  |                     |  |
|                      |                  |                         |                      |  |  |                       |  |  |                     |  |
|                      |                  |                         |                      |  |  |                       |  |  |                     |  |
|                      |                  |                         |                      |  |  |                       |  |  |                     |  |
|                      |                  |                         |                      |  |  |                       |  |  |                     |  |